# Almsläktet
Almsläktet (Ulmus) är ett växtsläkte träd med 20–45 arter.  De flesta arterna förekommer i den norra tempererade zonen. Almsläktet ingår i familjen almväxter.
Släktet representeras av tre arter i Skandinavien, av vilka de två småväxta lundalmen (U. minor) och vresalmen (U. laevis) endast finns på Gotland och Öland. Den vanliga almen, det vill säga skogsalmen (U. glabra), finns över en stor del av fastlandet, i Norge upp i Nordlanden, i Sverige till Ångermanland och sydligaste Lappland eller ungefär så långt som hasseln går, och även i södra Finland. 
Almbarksfibrer användes av Ainufolket till att göra kläder och diverse saker.

## Bildgalleri

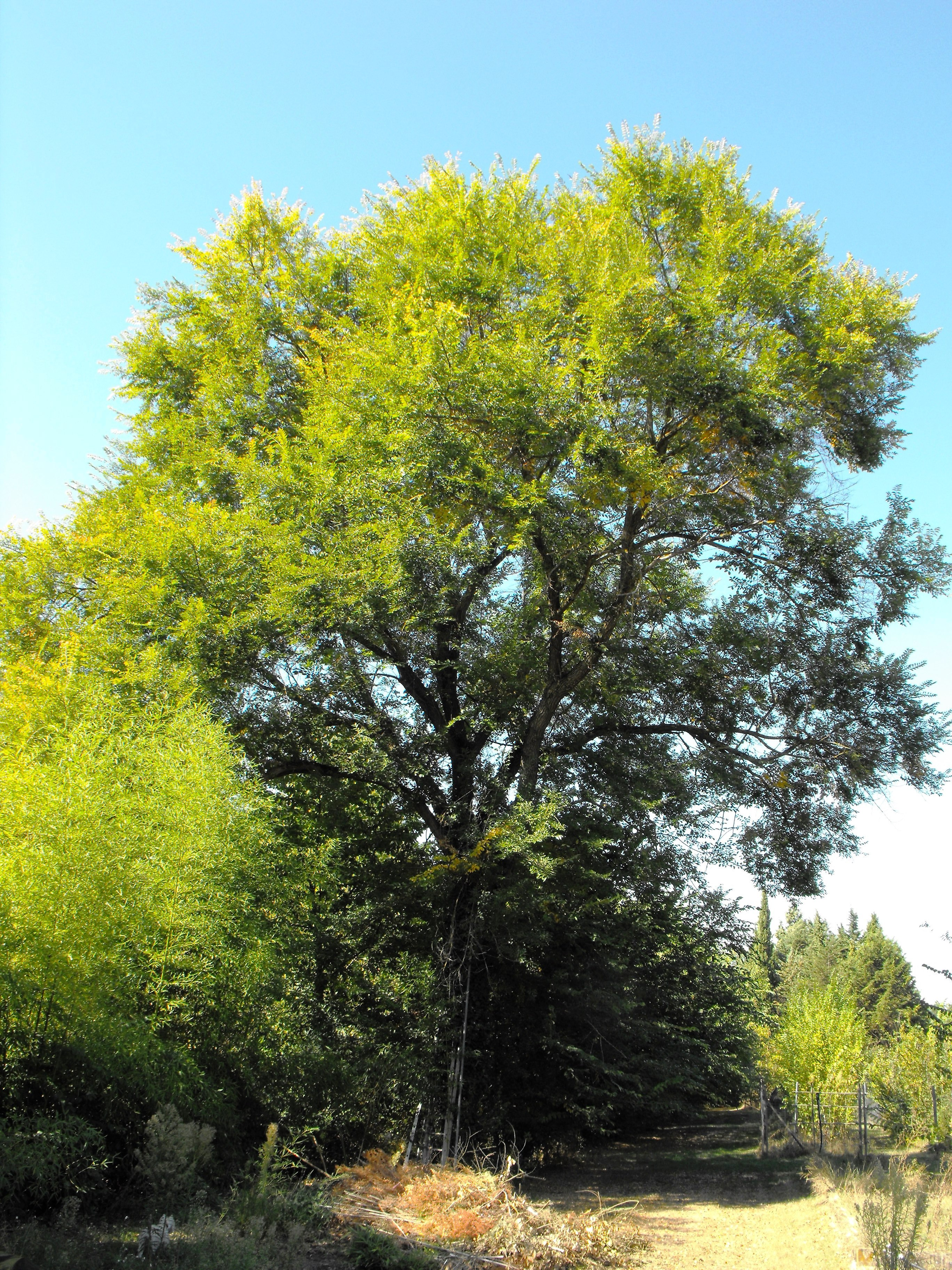
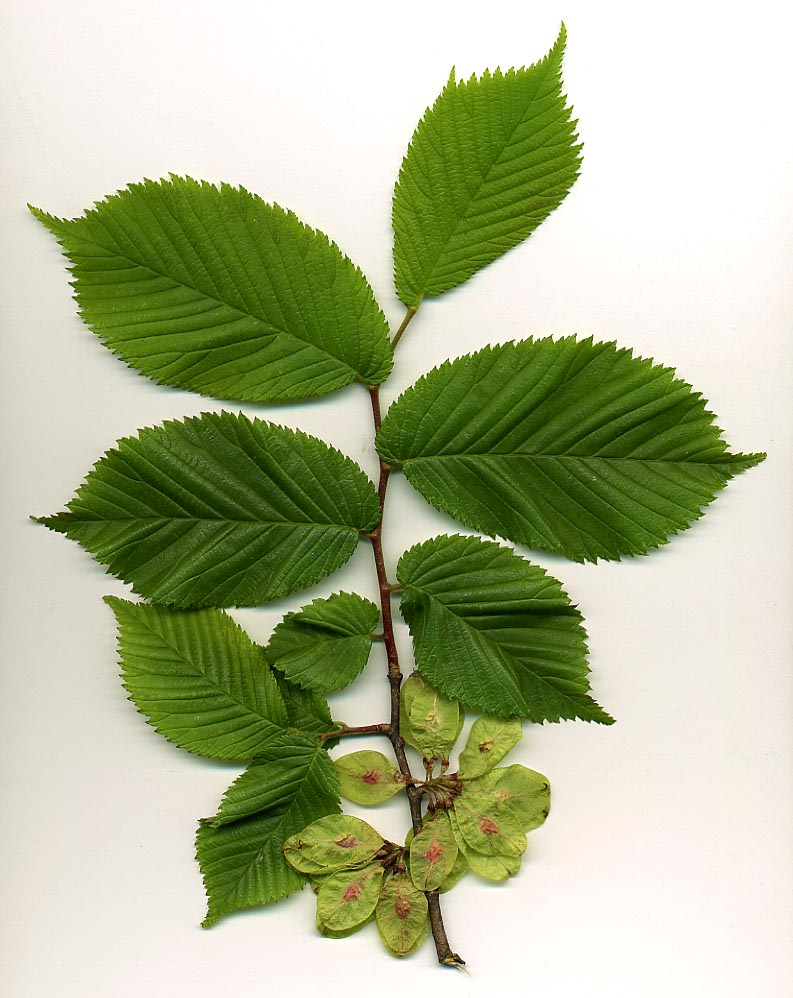
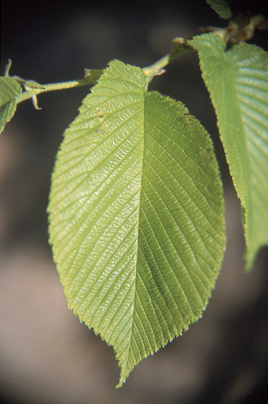
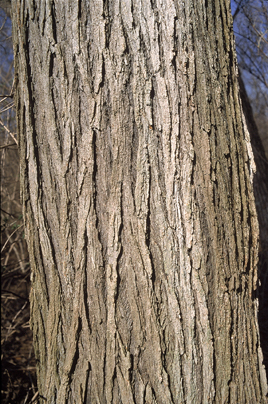
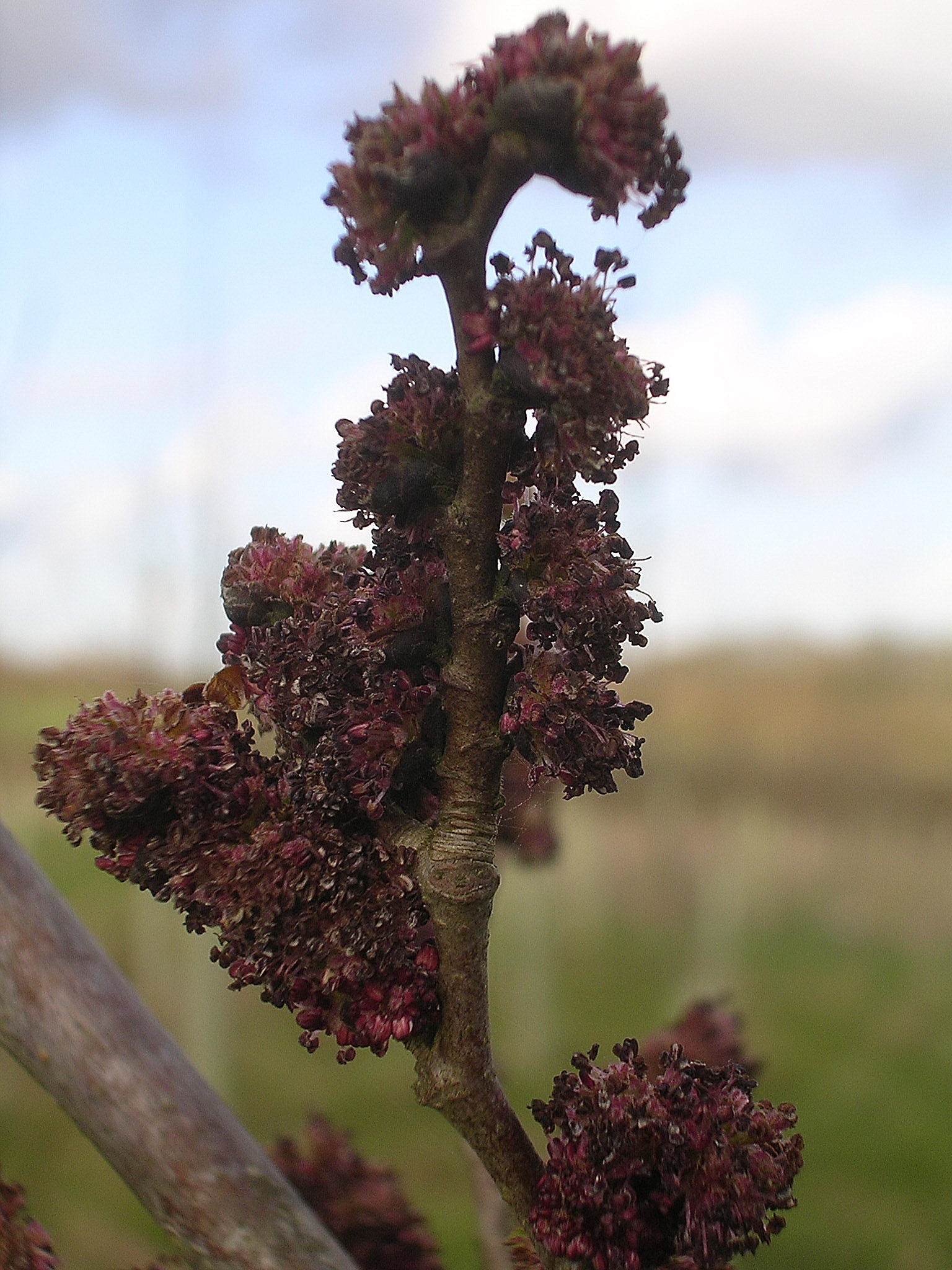
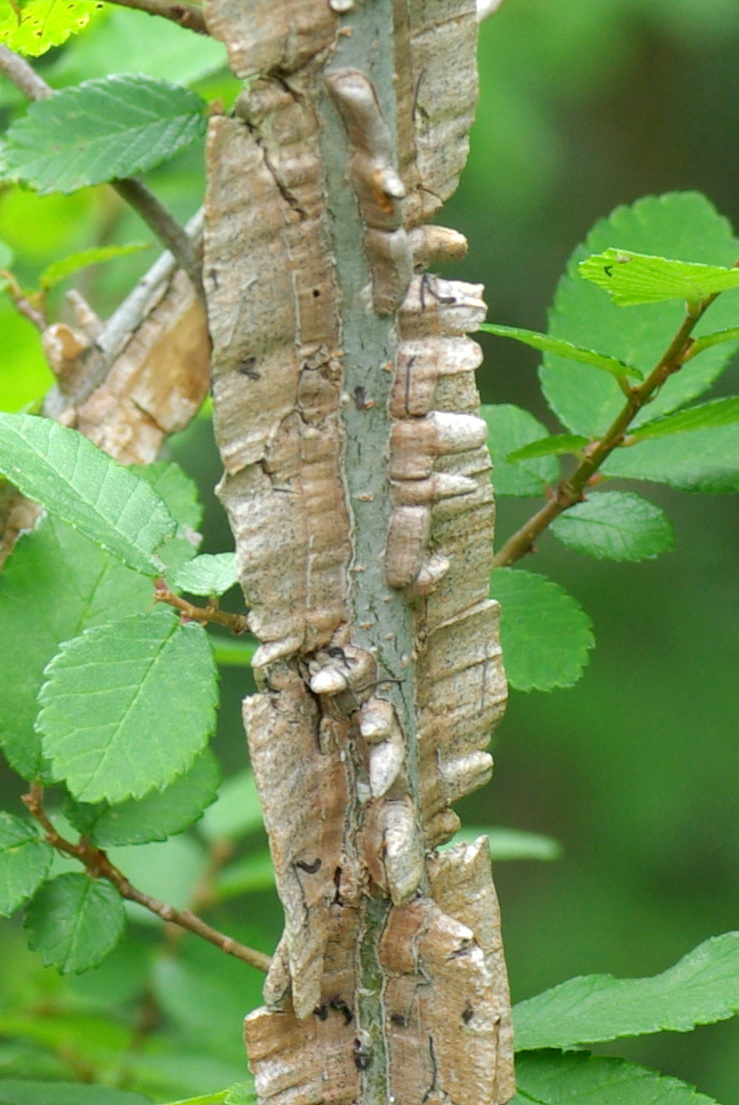
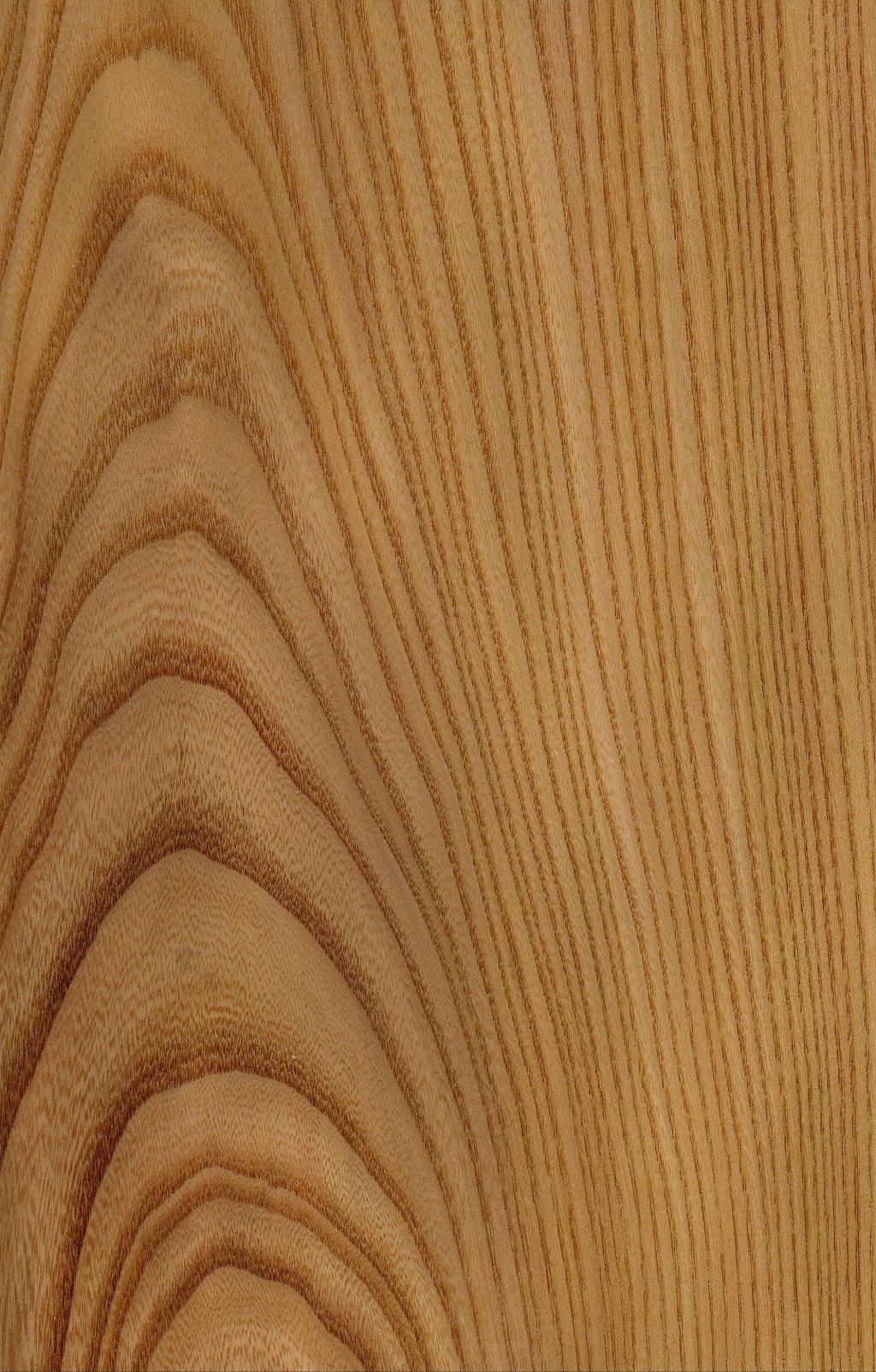

## Dottertaxa till Almar, i alfabetisk ordning[1]
- Ulmus alata
- Ulmus americana
- Ulmus androssowii
- Ulmus bergmanniana
- Ulmus boissieri
- Ulmus brandisiana
- Ulmus castaneifolia
- Ulmus changii
- Ulmus chenmoui
- Ulmus crassifolia
- Ulmus davidiana
- Ulmus elongata
- Ulmus gaussenii
- Ulmus glabra
- Ulmus glaucescens
- Ulmus harbinensis
- Ulmus hollandica
- Ulmus integrifolia
- Ulmus intermedia
- Ulmus ismaelis
- Ulmus laciniata
- Ulmus laevis
- Ulmus lamellosa
- Ulmus lanceifolia
- Ulmus lesueurii
- Ulmus macrocarpa
- Ulmus mexicana
- Ulmus microcarpa
- Ulmus minor
- Ulmus parvifolia
- Ulmus plotii
- Ulmus procera
- Ulmus prunifolia
- Ulmus pseudopropinqua
- Ulmus pumila
- Ulmus rubra
- Ulmus serotina
- Ulmus szechuanica
- Ulmus thomasii
- Ulmus tonkinensis
- Ulmus uyematsui
- Ulmus wallichiana